# Gerd Paulus
Gerd Paulus (* 31. Dezember 1953) ist ein ehemaliger deutscher Fußballspieler.

## Karriere
Über die unterklassigen Vereine SV Fraulautern und FV 08 Riegelsberg kam Gerd Paulus zum Südwest-Regionalligisten Röchling Völklingen. Mit dem Klub aus dem Saarland scheiterte der Abwehrspieler 1972/73 in der Aufstiegsrunde zur 1. Bundesliga, man qualifizierte sich aber ein Jahr später für die neugeschaffene 2. Bundesliga.
Da Paulus zur Stammformation der Völklinger gehörte, gab er folgerichtig am 1. Spieltag der Saison 1974/75 sein Profidebüt (2:1 gegen die SpVgg Bayreuth). Drei Spielzeiten konnte sich Röchling Völklingen in der zweiten Liga halten, zur Saison 1977/78 gaben sie allerdings freiwillig ihre Lizenz ab. Daraufhin verließ Paulus den Verein und ging zu Kickers Offenbach, womit er Zweitligaspieler blieb.
Wie schon bei seinem Ex-Verein war Paulus auch in Offenbach eine feste Größe in der Verteidigung. Sportlich war der Wechsel für den Spieler eine Verbesserung, denn mit dem Klub aus Hessen stand er zumeist in der oberen Tabellenhälfte, während in Völklingen, zumindest in der letzten Saison, Abstiegskampf angesagt war. 1981 und 1982 platzte der Traum „erste Liga“ erst in der Relegation; 1982/83 klappte es dann schließlich. Als Zweitplatzierter musste der OFC erst gar nicht die Hürde Relegation nehmen und stieg in die Fußball-Bundesliga auf. Unter Trainer Lothar Buchmann und mit Spielern wie Uwe Bein, Franz Michelberger, Michael Kutzop und nicht zuletzt Gerd Paulus, dem „Wachhund“, wie der Kicker ihn betitelte, sollte der Klassenerhalt erreicht werden. Der Plan scheiterte, und der OFC stieg als Vorletzter und mit 106 Gegentoren wieder in die 2. Bundesliga ab. Paulus kam in dieser Spielzeit auf 23 Erstligaeinsätze, die seine einzigen in der deutschen Eliteklasse blieben.
Es kam allerdings noch schlimmer: Offenbach wurde erneut Vorletzter, diesmal in der zweiten Liga. In der Oberliga war der Klub dann aber wieder dominant, mit Spieler Gerd Paulus, der seinem Verein treu blieb, und stieg nach zwei Hessenmeisterschaften 1987 wieder auf.
Danach spielte Paulus noch zwei Jahre beim OFC und beendete schließlich 1989 seine Profilaufbahn.
1991 wurde er bis 1994 Spielertrainer beim VfB Oberndorf.

### Statistik
| Liga          | Spiele (Tore) |
| ------------- | ------------- |
| Bundesliga    | 023 0(0)      |
| 2. Bundesliga | 407 (13)      |
| Wettbewerb    |               |
| DFB-Pokal     | 028 0(3)      |

- Mit 407 absolvierten Zweitligapartien ist er an achter Stelle der Spieler mit den meisten Einsätzen in der 2. Bundesliga.[5]
- Mit seinen 327 Ligamatches in der 1. und 2. Bundesliga für Kickers Offenbach ist er Rekord-Profispieler des OFC.